# Cynoglossum wallichii
Cynoglossum wallichii là loài thực vật có hoa trong họ Mồ hôi. Loài này được G.Don mô tả khoa học đầu tiên năm 1837.